# Avalanche Festival
Pour les articles homonymes, voir Avalanche (homonymie).
L'Avalanche Festival est un festival de musique rock se déroulant pendant la saison d'hiver aux Marécottes, à Salvan, en Suisse.
L'Avalanche Festival existe depuis 2006 et propose, en plus des concerts, des animations sur le domaine skiable. Depuis décembre 2012, Avalanche Festival propose un "After-ski au Tipi", au départ des remontées mécaniques de TéléMarécottes.